# Áurea
Áurea är en kommun i Brasilien.   Den ligger i delstaten Rio Grande do Sul, i den södra delen av landet, 1 400 km söder om huvudstaden Brasília. Antalet invånare är 3 665.
Trakten runt Áurea består till största delen av jordbruksmark. Runt Áurea är det ganska glesbefolkat, med 22 invånare per kvadratkilometer.